# Emmaste-Selja
Koordinaten: 58° 46′ N, 22° 31′ O
Emmaste-Selja ist ein Dorf (estnisch küla) in der Landgemeinde Hiiumaa (bis 2017: Landgemeinde Emmaste). Emmaste-Selja liegt auf der zweitgrößten estnischen Insel Hiiumaa (deutsch Dagö). Bis zur Neugründung der Landgemeinde Hiiumaa hieß der Ort „Selja“ und wurde umbenannt, um sich von Selja zu unterscheiden, da beide nun in derselben Landgemeinde liegen.

## Einwohnerschaft
Emmaste-Selja hat 3 Einwohner (Stand 31. Dezember 2011).